# Cerapachyinae
Cerapachyinae é uma subfamília de formigas, pertencente a família Formicidae. Alguns autores a consideram como mais uma tribo de Dorylinae.

## Gêneros
- Tribo Acanthostichini
  - Acanthostichus Mayr, 1887
- Tribo Cerapachyini
  - Cerapachys F. Smith, 1857
  - Simopone Forel, 1891
  - Sphinctomyrmex Mayr, 1866
- Tribo Cylindromyrmecini
  - Cylindromyrmex Mayr, 1870